# صد سال خاندان وینیخ
صد سال خاندان وینیخ (انگلیسی: Stulecie Winnych) یک مجموعهٔ تلویزیونی درام لهستانی است که در سال ۲۰۱۹ منتشر شد. این سریال دربارهٔ چند نسل از خانوادهٔ قدیمی وینیخ و وقایعی است که در پس زمینهٔ قرن بیستم میلادی رخ می‌دهد.

## بازیگران
- اوروشولا گرابوفسکا
- ماگدالنا والاخ
- کینگا پرایس
- ماریا پاووئوفسکا
- پاوئو ماواشینسکی
- یان ویچورکوفسکی
- باربارا ویپیخ
- آنا گریتسویچ
- آنا اوبرتس
- کاتاژینا کویاتکوفسکا
- کشیشتوف کفیاتکوفسکی
- ووادیسواف گِژیوْنا
- توماش وئوسوک
- زوزانا لیت
- میه‌چیسواف مورانسکی
- ماوگوژاتا اوستروفسکا-کرولیکوفسکا
- آدام فرنتسی
- ماگدالنا کوتا
- لیدیا سادووا
- آندژی شچتکو
- ماریا سوبوچینسکا
- یولانتا ژوئوموفسکا
- رافائو کرولیکوفسکی
- ویتولد دنبیتسکی
- اولاف لوباشنکو
- ساندرا دژیمالسکا
- ماریا دنبسکا
- ماریوش بوناشفسکی
- اریکا کار
- یاکوب ویچورک
- میروسواف هانیشفسکی
- دومینیکا کلوژنیاک
- ماوگوژاتا سخا
- پاتریتسیا ولنی
- الکساندرا پولووفسکا
- ایوونا بیلسکا
- ورونیکا خومای
- لِـسواف ژورک
- زوفیا استافیی
- الکساندرا یوستا
- والدمار چیشاک
- یوآنا اوسیدا
- روبرت چبوتار
- مارتا اویژینسکا
- آرتور یانوشاک
- سواوومیر سولِـی
- شیمون پیوتر وارشافسکی
- آرکادیوش یانیچک
- الکساندرا پیسولا